# Transports dans la Meuse

Les transports dans le département français de la Meuse sont marqués par le caractère principalement rural et peu peuplé de ce département. Plusieurs grandes infrastructures de transport traversent le département d'ouest en est (autoroute A4 et route nationale 4, LGV Est européenne et plusieurs lignes ferroviaires classiques ...) mais sont davantage destinées à relier entre eux des territoires extérieurs à la Meuse qu'à assurer une desserte à l'intérieur de ce département, dont les principales agglomérations s'organisent plutôt du nord au sud. Les transports en commun non ferroviaires sont peu développés, et le département ne compte ni aéroport, ni port important.

## Transport routier

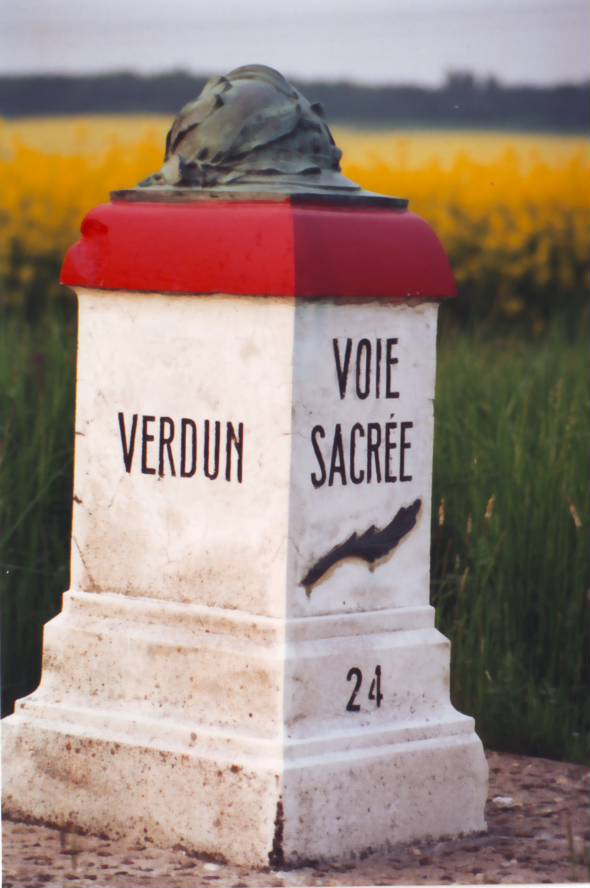
Une borne de la voie sacrée.

### Infrastructures routières
Les deux principaux axes routiers du départements sont parallèles et orientés ouest-est : l'autoroute A4 relie Paris et Reims à Metz et Strasbourg en desservant Verdun dans la Meuse, tandis que la route nationale 4, aménagée en voie rapide à 2x2 voies, relie Paris et Saint-Dizier à Nancy en passant à une quinzaine de kilomètres au sud de la préfecture Bar-le-Duc.
La voie sacrée, ancienne route nationale 35 déclassée en route départementale 1916, relie les deux principales agglomérations du département, et est célèbre pour son rôle dans la bataille de Verdun en 1916.

### Transport collectif de voyageurs
La Meuse est desservie par le réseau régional de transport routier Fluo Grand Est. Le réseau compte sept lignes régulières, trois navettes vers la gare de Meuse TGV et des lignes de transport à la demande.

## Transport ferroviaire

### Historique

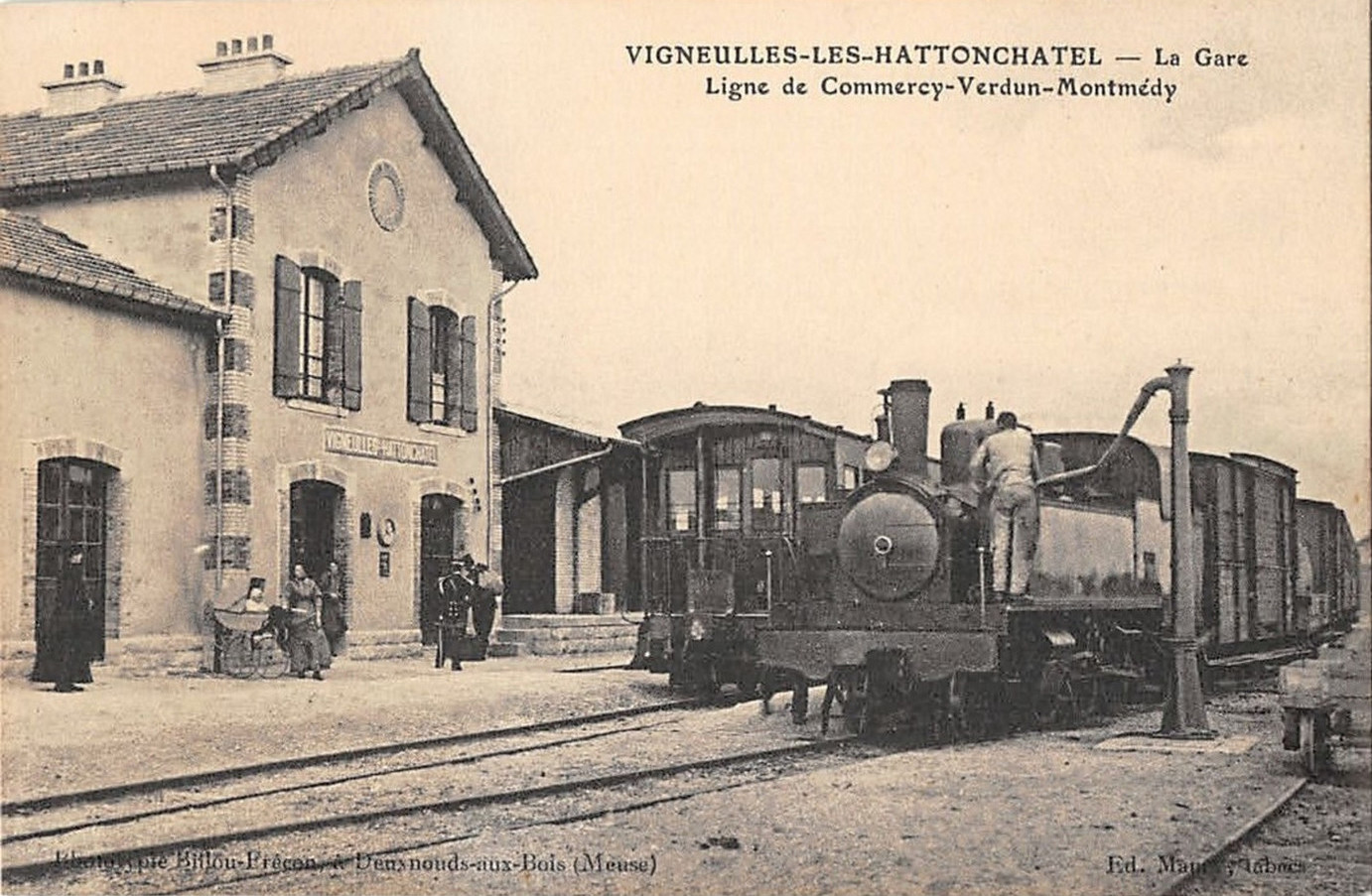
La gare de Vigneulles-lès-Hattonchâtel vers 1920.

La ligne de Paris-Est à Strasbourg-Ville, première ligne desservant la Meuse, est ouverte en 1851-1852 : elle place Bar-le-Duc et Commercy sur l'itinéraire des trains reliant Paris à la Lorraine, à l'Alsace et à l'Allemagne. Mais le développement de cet axe sera entravé par la guerre franco-allemande de 1870 et l'annexion de l'Alsace-Lorraine par l'Empire allemand. 
Le réseau d’intérêt général a été développé dans le département par la Compagnie des chemins de fer de l'Est. À la fin du XIXe siècle, le chemin de fer d’intérêt général desservait de nombreuses villes et bourgs du département, Revigny-sur-Ornain et Gondrecourt-le-Château étant par exemple des nœuds de plusieurs lignes à double voie dont l'importance était en partie liée à des considérations militaires.
La Meuse a également été desservie à partir de 1878 par plusieurs réseaux de chemins de fer d’intérêt local, qui atteindront une longueur totale d'environ 400 kilomètres à leur apogée à la fin des années 1920. Outre la ligne de Guë à Menaucourt et ses embranchements, à écartement normal et exploitée par une compagnie ad hoc, la Meuse voit d'abord se constituer à la fin du XIXe siècle le réseau à voie métrique du « Meusien » dans l'ouest du département — réseau qui aura une importance capitale et sera développé par l'Armée lors de la bataille de Verdun. À la veille de la Première Guerre mondiale, un second réseau écartement métrique est créé par la Société générale des chemins de fer économiques (SE) dans l'est de la Meuse. La SE reprendra finalement l'exploitation du Meusien au début des années 1920, avant que tous les chemins de fer à écartement métrique ne disparaissent dans le département dans les années 1930.
Le retour de l'Alsace-Lorraine à la France après la Seconde Guerre mondiale se traduira par l'ouverture en 1932 de la ligne directe de Lérouville à Metz, et par le développement des trafics sur les lignes Paris - Bar-le-Duc - Nancy - Strasbourg et Lille - Montmédy - Thionville, qui justifiera leur électrification après la Seconde Guerre mondiale. Les nombreuses lignes construites dans un but militaire mais au trafic civil faible ferment les unes après les autres dans les années 1930 puis pendant les Trente Glorieuses.
En 2007, l'ouverture de la LGV Est européenne détourne le trafic Grandes Lignes de et vers Paris du sud meusien. Le département obtient en compensation une gare sur la LGV, dont la desserte est modeste lors de son ouverture.
|                                             |
| Le réseau ferroviaire à son apogée en 1928. |

|                                     |
| Le réseau ferroviaire de nos jours. |

|                                                    |
| Carte animée de l’évolution du réseau ferroviaire. |

### Situation actuelle

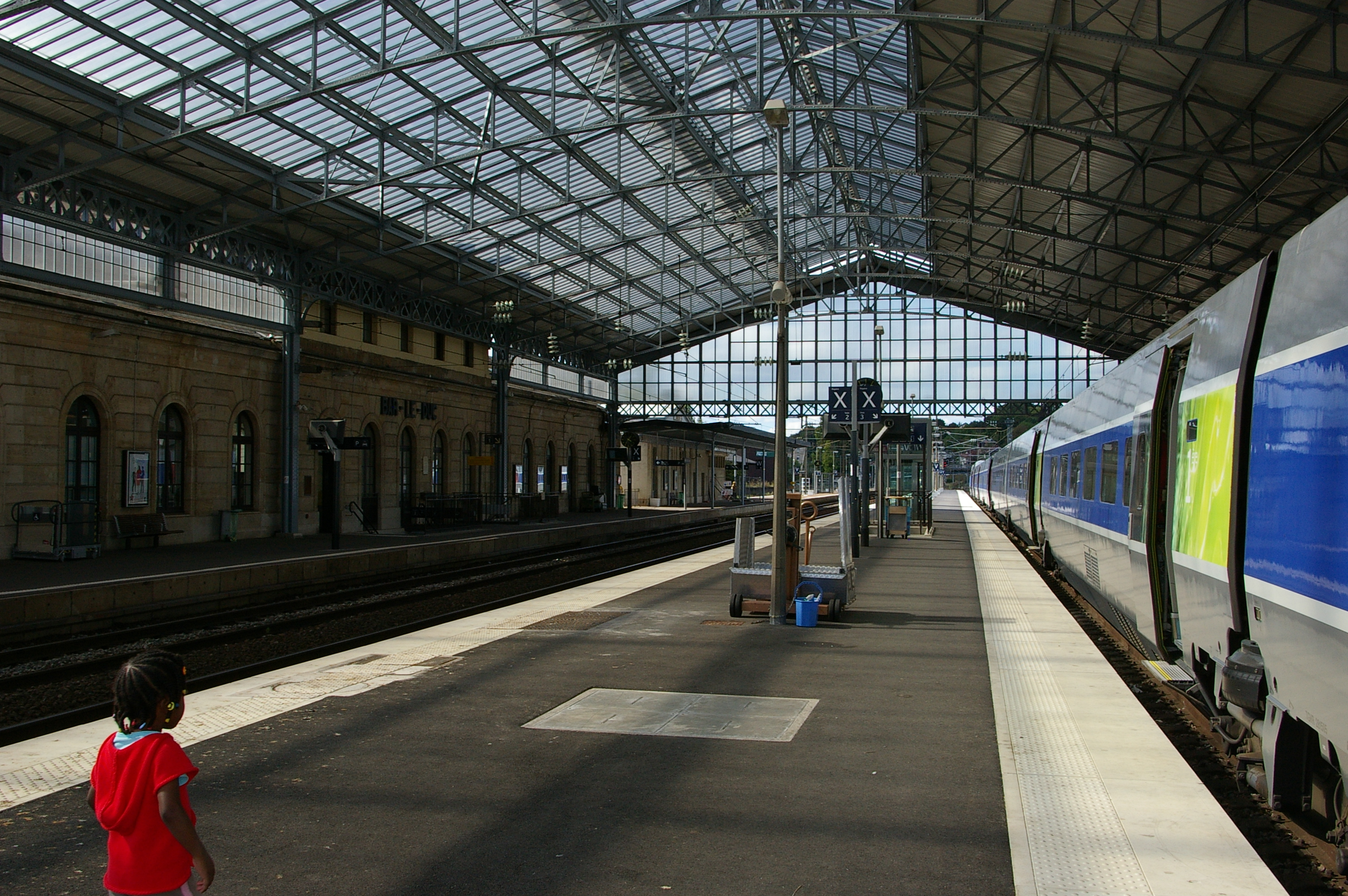
Un TGV sous la grande halle voyageurs de la gare de Bar-le-Duc.

La fréquentation des gares de la Meuse est modeste : la gare de Bar-le-Duc accueille un peu plus de 400 000 voyageurs par an, tandis que Meuse TGV, Commercy et Verdun ont une fréquentation entre 100 000 et 250 000 voyageurs en 2019.
Depuis son ouverture en 2007, la LGV Est européenne est le principal axe ferroviaire du département pour les voyageurs, mais peu de TGV inOui s'arrêtent en gare de Meuse TGV. La ligne de Paris-Est à Strasbourg-Ville et son embranchement vers Metz accueillent un trafic mixte de TER Grand Est et de fret. La ligne de Mohon à Thionville et son embranchement vers Nancy sont principalement destinées au fret même si quelques TER y circulent. La ligne de Verdun à Conflans-Jarny, enfin, seule ligne non-électrifiée du département, est le tronçon subsistant d'un axe qui allait jusqu'à Châlons-en-Champagne avant sa fermeture à l'ouest de Verdun en 2013.

## Transport fluvial
La Meuse est parcourue par le canal de la Marne au Rhin et le canal de l'Est. Au gabarit Freycinet (classe I), ces canaux sont aujourd'hui principalement dédiés à la navigation de plaisance.

## Transport aérien
La Meuse ne possède aucun aéroport : l'aéroport le plus proche est celui de Metz-Nancy-Lorraine.
L'aérodrome de Verdun - Sommedieue accueille des aéronefs légers (tourisme ou loisirs principalement).

## Transports en commun urbains et périurbains
La communauté d'agglomération Bar-le-Duc Sud Meuse et la communauté d'agglomération du Grand Verdun sont autorités organisatrices de la mobilité sur leur territoire et organisent des services de transport dans leur ressort territorial.  Les réseaux TUB (Bar-le-Duc) et REZO (Verdun) comprennent quelques lignes régulières d'autobus, des lignes scolaires et du transport à la demande.

## Modes doux
Le département est traversé par plusieurs voies vertes, véloroutes et sentiers de grande randonnée.